# Cactoblastis
Cactoblastis es un género de polillas de la familia Pyralidae. Fue descrito por Ragonot, en 1901; es nativo de Argentina, Perú, y Brasil.

## Especie
- Cactoblastis bucyrus Dyar, 1922
- Cactoblastis cactorum (Berg, 1885) @– Polilla de Cacto americana Del sur
- Cactoblastis doddi Heinrich, 1939
- Cactoblastis mundelli Heinrich, 1939
- Cactoblastis ronnai (Brèthes, 1920)